# Johannes Fritze (Politiker)
Johannes Fritze (* 12. Oktober 1888 in Dessau; † 19. September 1960 in Berlin) war ein deutscher Politiker (FDP).

## Leben
Der Sohn eines Eisenbahnbeamten legte 1908 sein Abitur am Marienstiftsgymnasium in Stettin ab und arbeitete dann als Anwärter bei der Preußisch-Hessischen Staatsbahnverwaltung. 1911 wurde er Eisenbahnpraktikant, 1918 Bahnhofsvorsteher, 1921 Reichsbahninspektor und 1924 Reichsbahnoberinspektor. Ab 1930 war er Reichsbahnamtmann und Vorstand des Hauptbüros des Zentralamts Berlin. Nach 1933 wurde er politisch gemaßregelt und als Leiter der Filmstelle des Reichsverkehrsministeriums weiterbeschäftigt. Nach 1945 war er Bürodirektor und später Hauptreferent bei der Deutschen Zentralverwaltung für Verkehr in der Sowjetischen Besatzungszone, bevor er 1948 erneut politisch gemaßregelt und entlassen wurde. Von 1949 bis 1953 arbeitete er als Oberreichsbahnrat und Leiter der Pensionsstelle für Eisenbahner beim Senat von Berlin.
Fritze war ab 1945 Mitglied der LDPD/FDP Berlin. Von 1951 bis 1954 war er Bezirksverordneter in Berlin-Charlottenburg. Von 1955 bis 1959 war er Mitglied des zweiten Abgeordnetenhauses von Berlin.